# Округ Колумбија (Њујорк)
Округ Колумбија (енгл. Columbia County) је округ у америчкој савезној држави Њујорк. По попису из 2010. године број становника је 63.096.

## Демографија
Према попису становништва из 2010. у округу је живело 63.096 становника, што је 2 (0,0%) становника више него 2000. године.
| Група             | 2000.          | 2010.          |
| Белци             | 57.338 (90,9%) | 55.672 (88,2%) |
| Афроамериканци    | 2.850 (4,5%)   | 2.855 (4,5%)   |
| Азијати           | 507 (0,8%)     | 1.002 (1,6%)   |
| Хиспаноамериканци | 1.598 (2,5%)   | 2.454 (3,9%)   |
| Укупно            | 63.094         | 63.096         |